# 1993 RP
1993 RP es la designación provisional de un cuerpo menor del sistema solar; un objeto transneptuniano, más concretamente, un plutino.
Fue descubierto un día después de (385135) 1993 RO, y un día antes de (15788) 1993 SB. El descubrimiento fue hecho en 1993 por el Observatorio Mauna Kea, con un telescopio de 2,2 metros.
Se conoce aún muy poco de este objeto.